# Flatina flavescens
Flatina flavescens är en insektsart som beskrevs av Melichar 1901. Flatina flavescens ingår i släktet Flatina och familjen Flatidae.
Artens utbredningsområde är Kamerun. Inga underarter finns listade i Catalogue of Life.